# Пол, Амит
Амит Себастьян Пол (швед. Amit Sebastian Paul; род. 29 октября 1983, Питео, Норрботен) — шведский певец, музыкант.

## Карьера
Родился в Питео на севере Швеции. Старший ребёнок в семье (сестра — Мандира). Несколько раз ему довелось побывать в Индии, на родине его отца. С самого детства он был связан с музыкой; в возрасте 10 лет поступил в музыкальную школу Адольфа Фредерика, одну из лучших в Швеции. В 1998 году, когда Амит Пол посещал хореографическую школу, его заметили продюсеры звукозаписывающей компании Stockholm Records, набиравшие подростков в новую поп-группу. В 1999 году группа, получившая название A*Teens, добилась большого успеха в Швеции и ряде других стран Европы благодаря альбому The ABBA Generation, состоявшему из кавер-версий песен ABBA. В последующие годы группа перешла на исполнение своих собственных песен и выступала во многих странах мира. Неофициально Амит Пол считался лидером коллектива.
После фактического распада A*Teens в 2004 году Амит Пол на некоторое время покинул шоу-бизнес и учился в Стокгольмской школе экономики. В дальнейшем он основал свой собственный звукозаписывающий лейбл Ganesha Records, на котором в 2007 году выпустил два сингла (Stay и My Elysium), а весной 2008 года — альбом Songs In A Key Of Mine. Он сам пишет песни и является сопродюсером своих релизов. Женат, есть две дочки.